# ایده تو
ایده تو (انگلیسی: The Idea of You) فیلم کمدی رمانتیک آمریکایی محصول ۲۰۲۴ به کارگردانی مایکل شوالتر است. این فیلم بر پایهٔ رمانی به همین نام از روبین لی است. این فیلم با بازی ان هتوی و نیکلاس گالیتزین، داستان رابطهٔ عاشقانه‌ای بین مادر مطلقه و خوانندهٔ اصلی گروه موسیقی پسرانهٔ محبوبی را بازگو می‌کند.
ایده تو نخستین بار در ۱۶ مارس ۲۰۲۴ در جنوب از جنوب غربی به‌عنوان فیلم شب پایانی نمایش و در ۲ مهٔ ۲۰۲۴ توسط آمازون ام‌جی‌ام استودیوز از طریق پرایم ویدئو منتشر شد.

## خلاصه داستان
سلن مارشان، زنی 40 ساله و صاحب یک گالری هنری در لس‌آنجلس است که پس از طلاق، زندگی آرامی دارد. هم‌زمان با تولدش، برنامه‌ریزی می‌کند که به تنهایی به کمپ برود، اما وقتی همسر سابقش دنیل ناچار می‌شود برنامه سفر با دخترشان ایزی و دوستانش به فستیوال کوچلا را لغو کند، سلن ناچار می‌شود همراه آن‌ها به فستیوال برود.
در بخش VIP فستیوال، سلن به‌طور اتفاقی وارد تریلر هیِیز کمپبل، عضو جوان و مشهور گروه موسیقی «آگوست مون» می‌شود. با وجود اختلاف سنی 16 ساله، میان آن‌ها جرقه‌ای از علاقه شکل می‌گیرد. پس از اجرای گروه و تقدیم یک آهنگ به سلن توسط هیِیز، رابطه‌ای غیرمنتظره میان آن‌ها آغاز می‌شود.
هیِیز بعد از فستیوال بی‌خبر به گالری سلن می‌رود و تمام آثار او را می‌خرد. سپس رابطه‌ای عاشقانه میانشان شکل می‌گیرد، هرچند سلن ابتدا در برابر آن مقاومت می‌کند. مدتی بعد، در نبود دخترش، او به دعوت هیِیز به نیویورک می‌رود و رابطه‌شان وارد مرحله‌ای جدی‌تر می‌شود. سلن تصمیم می‌گیرد این رابطه را از دیگران پنهان کند و همراه هیِیز در تور اروپایی گروه شرکت می‌کند.
اما در طول تور، به‌ویژه در جنوب فرانسه، سلن نسبت به اختلاف سنی و جایگاه خود احساس ناامنی می‌کند. صحبت‌های برخی از اعضای گروه که رابطه هیِیز با زنان مسن‌تر را امری تکراری می‌دانند، باعث می‌شود سلن دلسرد شده و به لس‌آنجلس بازگردد. مدتی بعد، عکس‌هایی از رابطه‌شان در رسانه‌ها منتشر می‌شود و سلن با موجی از توجه منفی مواجه می‌شود. ایزی نیز ابتدا از مادرش دلخور می‌شود اما در نهایت او را می‌بخشد.
با وجود فشارهای اجتماعی و نگرانی دنیل درباره تأثیر این رابطه بر ایزی، سلن و هیِیز دوباره به یکدیگر نزدیک می‌شوند و تصمیم می‌گیرند رابطه‌شان را علنی کنند. اما پس از مدتی، سلن بار دیگر تصمیم به پایان رابطه می‌گیرد تا ایزی در آرامش تحصیل کند. هیِیز پیشنهاد می‌دهد که پنج سال بعد، زمانی که ایزی مستقل شده، رابطه‌شان را از سر بگیرند.
پنج سال بعد، سلن در حالی که دخترش حالا در شیکاگو زندگی می‌کند، هیِیز را در برنامه‌ای تلویزیونی می‌بیند. او به لس‌آنجلس بازمی‌گردد و به گالری سلن می‌آید؛ جایی که آن دو دوباره با اشک و لبخند به هم می‌رسند.

## بازیگران
- ان هتوی در نقش سلن مارشان
- نیکلاس گالیتزین در نقش هیز کمبل
- الا روبین در نقش ایزی
- رید اسکات در نقش دانیل
- جردن آرون هال در نقش زیک
- جیدن آنتونی در نقش آدریان
- ریموند چم جونیور در نقش الیور
- ویکتور وایت در نقش سایمون
- داکوتا آدان در نقش روری
- انی مامولو در نقش تریسی
- پری متفلد در نقش اوا

## بازخورد
در وبگاه جمع‌آوری نقد راتن تومیتوز، ٪۸۲ از ۱۵۴ بررسی منتقدان مثبت است، و میانگینِ امتیاز آن ۶٫۵/۱۰ است. اجماع این وبگاه چنین می‌نویسد: «ایدهٔ تو یادآور مقبولی ارائه می‌کند که ان هتوی در نقش اول رمانتیک کمدی کاملاً دلنشینی باقی می‌ماند—و دوباره تأیید می‌کند که تعداد کمی از فیلم‌سازان این ژانر را بهتر از مایکل شوالتر درک می‌کنند.» این فیلم در متاکریتیک که از میانگین وزنی استفاده می‌کند، بر اساس نظر ۳۶ منتقدین امتیاز ۶۷ از ۱۰۰ را کسب کرده که نشان‌گر «نقدهای عموماً مطلوب» است.
گرازیا فیلم را مبتنی بر فن فیکشنِ هری استایلز توصیف کرد.